# Cao cấp lí luận chính trị
Cao cấp lí luận chính trị là một khóa học đặc biệt của Học viện Chính trị Quốc gia Hồ Chí Minh dành cho các Đảng viên Đảng Cộng sản Việt Nam. Đối tượng được cử đi học khóa học này là những cán bộ trung cấp và cao cấp của Đảng Cộng sản Việt Nam như các vụ trưởng, cục trưởng, tỉnh (thành) ủy viên, giám đốc các sở, ban, ngành hoặc bí thư huyện ủy (người đứng đầu cấp uỷ ở cơ sở). Bằng tốt nghiệp cao cấp lí luận chính trị được coi là điều kiện cần để có thể giữ các chức vụ cao trong Đảng Cộng sản Việt Nam và trong bộ máy quản lý của Nhà nước Việt Nam.

## Điều kiện học viên
Đảng viên Đảng Cộng sản Việt Nam, nam từ 40 tuổi trở lên, nữ từ 38 tuổi trở lên và phải có bằng tốt nghiệp đại học trở lên trong hệ thống giáo dục quốc dân Việt Nam hoặc ở nước ngoài mới được tham gia khóa học này.

## Nội dung khóa học
Chương trình đào tạo không tập trung kéo dài 18 tháng với 4 khối kiến thức chính, gồm Chủ nghĩa Marx–Lenin, Tư tưởng Hồ Chí Minh, đường lối của Đảng Cộng sản Việt Nam, các vấn đề khoa học chính trị và lãnh đạo thực tế, các chuyên đề đặc thù và bổ trợ.